# Mastrus rubricornis
Mastrus rubricornis là một loài tò vò trong họ Ichneumonidae.